# Теофил Ханзен
Теофил Едвард Ханзен, од године 1884. у Аустроугарској нобилитован св. господин Фон Ханзен (*13. јул 1813. Копенхаген – † 17. фебруар 1891. Беч) био је данско-аустријски архитекта, значајан као представник европског класицизма и неоренесансе 19. века. Његово најзначајније дело је зграда Парламента Аустрије у Бечу.

## Биографија
Био је једно од шесторо деце службеника осигуравајућег друштва Размуза Ханзена Братена (1774—1824) који је био немачког порекла, и Софије Елизабет Јенсен Данкиње из Копенхагена. Његов брат Ханс Кристијан Ханзен је био такође архитекта. Обојици је био велики узор архитекта Кристијан Фредерик Ханзен пионир класицистичке архитектуре у скандинавији али не и рођак у овој породици. Даљи узор је био дански архитекта Густав Фридрих Хетш, професор на академији код кога је Ханзен почео своје студије.
После студија код Карла Фридриха фон Шинкела на грађевинској академији у Берлину и студијском путовању у Бечу Ханзен одлази у Атину где осим што студира класичну грчку архитектуру и византијску архитектуру ради за банкара Георгија Синаса и тако 1842. гради свој први пројекат цркве. Касније је извео цео ред јавних зграда у стилу класицизма који су били реализовани захваљујући овом инвеститору.
На овај начин је задобио поверење банкара који га је довео и у Беч да за њега и друге инвеститоре изводи пројекте у „грчком стилу“. Његов таленат је приметио Лудвиг Форстер који га је примио као свога асистента. У овом атељеу је радио 1846—1852. и оженио је Форстерову кћерку која је после годину и по дана умрла.
У време рушења градских зидина и старе архитектуре Беча настала је коњуктура у новој архитектури и Ханзену је погодовала овакова ситуација да би створио тим сарадника укључујући ту и сликаре и скулпторе да би постао један од најзначајнијих архитеката у Бечу тога времена. Био је именован за почасног грађанина Беча 1863. Између 1868—1884. предавао је као професор на Академији ликовних уметности у Бечу и исте године је био именован у друштво племића.
Сахрањен је на почасном месту на Средишњем бечком гробљу а 1894. по њему је названа улица у центру Беча. Градио је и у другим градовима нпр. У Венецији. Његово најзначајније дело је зграда парламента у Бечу која је била његова задња реализација. И због тога му је ту (десно од главног улаза) постављена његова почасна биста.
Слично као и његов професор Шинкел и Ханзен је са љубављу и за соју душу сликао и у своја дела зграда и у пројектовање уметничко-занатског решења ентеријера уносио поред сликарских дела и вајарске елементе скулптуре и богате орнаменталне декорације.

## Галерија
- Клајнова палата у Брну
- Замак Наделбург
- Пражакова палата
- Аустријски Парламент
- Запеон у Атини
- Евангеличка црква у Кежмарку